# ベレン (トールキン)
ベレン（Beren、第一紀）は、J・R・R・トールキンの中つ国を舞台とした小説『シルマリルの物語』の登場人物。
父はベオル家のバラヒア、母は男勝りのエメルディア。妻はルーシエンで、息子にディオル。
別名のエアハミオン（Erchamion）は「隻手」の意で、巨狼のカルハロスに右手を食いちぎられた事に由来する。彼はまたカムロスト（Camlost）すなわち「空手（）」とも名乗った。

## 生涯
ダゴール・ブラゴルラハすなわち「俄かに焔流るる合戦」のあと、バラヒアの民は追いつめられ、彼のもとには十二人の男性だけが残った。彼らはタルン・アイルインに隠れ処を持っていたが、あるときそのうちの一人のゴルリムがサウロンの罠に掛けられて捕まり、場所を話してしまう。隠れ処は襲われ、そこにいたものは皆殺しにされたが、十三人の中でただ一人、敵の偵察に出かけていたベレンが助かった。
ベレンはなおも戦い続けたがやがてドルソニオンを脱出し、ドリアスの森に迷い込んだが、シンダールエルフのシンゴル王の娘ルーシエンと出逢い、彼女と愛しあった。シンゴルはこれを知り激怒したが、メリアンになだめられ、冥王モルゴスに奪われたシルマリルの一つを入手する事を結婚の条件にした。
ベレンはナルゴスロンドへ行き、フィンロドを訪ねた。ダゴール・ブラゴルラハでバラヒアに命を助けられたことがあったフィンロドは数人の忠実な者たちを伴ってベレンに協力し同行した。しかし、途中でサウロンに負けて捕えられ、トル＝イン＝ガウアホスの地下牢に入れられ、フィンロドはじめ多くの者は殺された。
一方、ルーシエンはドリアスから逃亡して彼の許へ向かった。猟犬のフアンは彼女を見つけ、主人のケレゴルムとクルフィンのところへ連れていった。ケレゴルムと彼女を婚約させて勢力を拡大しようという彼らのもくろみにより、彼女は囚われの身となった。フアンは彼女を助け出し、トル＝イン＝ガウアホスへ連れて行った。サウロンはフアンを自ら殺そうとしたが、返り討ちにあって降参した。
ベレンとルーシエンはアングバンドへ侵入し、モルゴスの玉座の前に辿り着いた。モルゴスはルーシエンの歌に魅惑され、彼の軍勢は眠った。ベレンはシルマリルをモルゴスの鉄冠より一つ抉り取ったが、残る二つも取ろうとしたものの失敗し、その眠りは覚めた。二人は逃げたが、ベレンは入口で巨狼のカルハロスによってシルマリルを持っていた右手を食いちぎられ、倒れた。ルーシエンが傷口からカルハロスの毒を吸い取り、二人は鷲たちに助けられた。
鷲たちは二人をドリアスへ連れて行き、傷ついたベレンはルーシエンに癒されて生き返った。それ以降ベレンはエアハミオンと呼ばれた。二人は王宮メネグロスへ戻った。ベレンはシンゴルにシルマリルを捧げようと手を広げたが、そこには何も無かった。カルハロスによって腕ごと飲み込まれていたのである。このとき、ベレンは自らカムロストすなわち空手（）を名乗った。これによりシンゴルは娘との結婚を許すようになった。カルハロスは、シルマリルを飲み込んだがために苦しみ、怒り狂って諸国の脅威となっていた。かの狼は日に日にメネグロスに近づいていた。討伐に向かったベレンはシンゴルを庇ってカルハロスに喰らいつかれ、フアンはかの狼と闘い相打ちとなって死んだ。シルマリル探索を終えたベレンもそこで力尽きた。
ルーシエンは悲しみ、彼女の魂は肉体から抜けてマンドスの館へ向かった。彼女はマンドスの前で歌い、彼は心を動かされた。彼女は二つの選択を与えられた。ヴァリノールで不死のエルフとしてベレンを失って過ごすか、中つ国で死すべき運命の人間としてベレンとともに過ごすか、であった。彼女は後者を選択した。生き返った二人はトル・ガレンに住み、子のディオルを授かった。

## 註
1. ↑  フアンはかつてヴァラールのオロメの猟犬で、人間の言葉を解したが、一生に三度しか話す事が出来なかった。ノルドールが流謫の身となった際、今まで存在したことのないほど強大な狼に出会うまで死なないという運命となった。